# Long Eaton
Long Eaton är en ort i distriktet Erewash, Storbritannien. Den ligger i grevskapet Derbyshire och riksdelen England, i den södra delen av landet, 170 km nordväst om huvudstaden London. Long Eaton ligger 34 meter över havet och antalet invånare är 47 898. Staden nämndes i Domedagsboken (Domesday Book) år 1086, och kallades då Aitone.
Terrängen runt Long Eaton är platt. Runt Long Eaton är det tätbefolkat, med 266 invånare per kvadratkilometer. Närmaste större samhälle är Nottingham, 10,1 km nordost om Long Eaton. Trakten runt Long Eaton består till största delen av jordbruksmark.